# Twilio
Twilio(トゥイリオ)とはアメリカ合衆国カリフォルニア州サンフランシスコを本社とするクラウドコミュニケーションプラットフォームサービス (CPaaS) 企業である。自社のWebサービスAPIを用いて、電話の発着信やテキストメッセージの送受信をはじめ、その他の様々な通信機能をソフトウェア開発者がプログラムによって利用することを可能にしている。TwilioのサービスはHTTPを使ってアクセスするものであり、使用状況に応じて請求されるものである。
2019年8月時点で16万社がTwilioサービスを使用している。日本でもサービスが提供されており、KDDIウェブコミュニケーションズがその代理店となっていたが、Twilio社の意向により2023年5月1日をもって日本における同社の代理店契約は終了することとなった。

## 歴史

### 設立
2008年、ジェフ・ローソン、エヴァン・クック、ジョン・ウォルシュイスによって設立、当初はシアトルとサンフランシスコを本拠地としていた。
最初にTwilioが取り上げられたのがTechCrunch創設者で編集者であるマイケル・アーリントンを悪ふざけとして使った投資家のデイブ・マクルーアといったリックロールの人達向けの、ジェフ・ローソンによるアプリケーションの構築の結果だった。数日後、Twilio Voiceという通話の発信と受信をクラウド内で完全に管理するAPIを立ち上げた。2010年2月にはテキストメッセージAPIを、2011年7月にSMSショートコードを公開ベータ版としてリリースした。

### 評価
顧客獲得のためにプラットフォームエバンジェリズムを活用することや、2010年5月にニューヨークで行われたTechCrunch Disrupt hackathonで設立されたGroupMeがTwilioのテキストメッセージ製品をグループチャット促進目的に使用していることや、さらにそのGroupMeが2011年1月にベンチャー投資で1060万ドルを調達したというサクセスストーリーで知られている
。
TechCrunch Disrupt hackathonでの成功でシードアクセラレーターの500スタートアップスは2010年9月にTwilio FundというTwilioを使用するスタートアップにシードマネーを投資する25万ドルのマイクロファンドを発表した。

## 投資
Twilioはベンチャーキャピタル成長投資で推定3300万ドル増資している。ミッチ・ケイパー、ファウンダーズファンド、デイブ・マクルーア、デビッド・G・コヘン、クリス・サッカ、マヌー・クマー、ジェフ・フラーによる2009年3月のシードファンディングファーストラウンドでは金額非公開であるものの25万ドル調達したと噂された。またファーストAラウンドではユニオン・スクウェア・ベンチャーズが370万ドルを、セカンドBではベセマー・ベンチャー・パートナーズが120万ドル出資した。さらに2011年12月のシリーズCラウンドではベセマー・ベンチャー・パートナーズとユニオン・スクウェア・ベンチャーズから170万ドルの投資を受けた。

## 技術

### アーキテクチャ
TwilioはAmazon Web Servicesを使うことでテレフォニーのインフラを管理し、APIを通してHTTPと公衆交換電話網(PSTN)間接続を提供する。

### 信頼性
予期せぬサービス停止から守るための一連のアーキテクチャ設計の原則に従っており、2011年4月にAmazon Web Servicesが広範囲にわたって停止した間でもサービスが動き続けていたことで称賛を受けた。

### オープンソース
オープンソースソフトウェアの開発をサポートしており、オープンソースコミュニティに定期的に貢献している。2010年6月、Twilioは、OpenVBXという、ビジネスユーザが電話番号を設定して電話の着信やルーチングをすることができるオープンソースの製品を立ち上げた。1ヶ月後、Twilioの技術者カイル・コンロイがStashboardをリリースした。これは、Pythonで書かれたオープンソースのステータスダッシュボードで、いかなるAPIやソフトウェアサービスであっても、そのサービスが正常に動いているかの表示に使用できるものである。またTwilioは、Localtunnelという、かつて自社技術者だったジェフ・リンゼーが製作した、ソフトウェア開発者がネットワークアドレス変換によってローカルの開発環境をインターネットに一般公開できる技術に資金援助した。

## 受賞
2010年に「Dow Jones FASTech 50 Start-ups to Watch」に、同年ビジネスインサイダーによって同年「20 Hot Silicon Valley Startups You Need To Watch」にそれぞれ列挙され、2011年4月にガートナーが「クールベンダー」に認定した。2012年2月、ファストカンパニー誌が最も革新的な企業の1社に選定した。

## 競合
- TelAPI
- TROPO
- Skype
- Cisco
- Infobip
- Avaya
- Hoiio
- Plivo
- tyntec
- Cloudvox (IfByPhoneが買収)
- Modulis
- Knowlarity Communications

## 日本におけるTwilio
Twilio Japan合同会社は日本国内においてTwilioサービスを提供する電気通信事業者。Twilioのコミュニケーションプラットフォーム、メール配信サービスのSendGrid、次世代のProgrammableなコンタクトセンタープラットフォームであるFlexなど、日本国内における営業、マーケティング、製品のローカライズなどを担当する。